# Michael Cera
Michael Austin Cera (Brampton, 7 de junho de 1988) é um ator e músico canadense, conhecido por sua interpretação como George Michael Bluth na série Arrested Development, e por seus papéis principais nos filmes de comédia: Superbad (2007), Juno (2008), Nick and Norah's Infinite Playlist (2008), Youth in Revolt (2009) e Scott Pilgrim vs. the World (2010).
Ao longo da sua carreira, recebeu nomeações para um Prémio de Cinema da Academia Britânica, três Prémios Critics' Choice de Cinema, quatro Prémios do Sindicato dos Atores e um Prémio Tony.
Além de atuar, Cera também é músico, tendo lançado seu primeiro álbum, True That, em 2014.

## Biografia
Michael Cera nasceu em Brampton, Canadá. É filho de Linda, uma nativa de Quebec, e Luigi Cera, originário da Sicília. Seus pais trabalhavam para a Xerox. Cera tem um irmão mais velho, Jordan, e uma irmã mais nova, Molly. Tornou-se interessado em atuar depois de ver Ghostbusters repetidamente, enquanto esteve com catapora, aos três anos de idade. Ele memorizou todo o diálogo de Bill Murray no filme.

## Filmografia

### Cinema
| Ano  | Título                             | Papel                                     | Nota           |
| ---- | ---------------------------------- | ----------------------------------------- | -------------- |
| 2000 | Frequency                          | Gordy Hersch Jr. (aos 10 anos de idade)   |                |
| 2000 | Steal This Movie!                  | America Hoffman (aos 7 e 8 anos de idade) |                |
| 2000 | Ultimate G's: Zac's Flying Dream   | Zac Bernier                               |                |
| 2002 | Confessions of a Dangerous Mind    | Chuck Barris (aos 8 e 11 anos de idade)   |                |
| 2007 | Superbad                           | Evan                                      |                |
| 2007 | Juno                               | Paulie Bleeker                            |                |
| 2008 | Nick and Norah's Infinite Playlist | Nicholas O'Leary / Nick                   |                |
| 2008 | Extreme Movie                      | Fred                                      |                |
| 2009 | Year One                           | Oh                                        |                |
| 2009 | Paper Heart                        | Ele mesmo                                 |                |
| 2009 | Youth in Revolt                    | Nick Twisp / François Dillinger           |                |
| 2010 | Scott Pilgrim vs. the Animation    | Scott Pilgrim (voz)                       | Curta-metragem |
| 2010 | Scott Pilgrim vs. the World        | Scott Pilgrim                             |                |
| 2012 | The End of Love                    | Michael                                   |                |
| 2012 | The Immigrant                      | Michael                                   | Curta-metragem |
| 2013 | Crystal Fairy & the Magical Cactus | Jamie                                     |                |
| 2013 | Magic Magic                        | Brink                                     |                |
| 2013 | Brazzaville Teen-Ager              | Gunther                                   | Curta-metragem |
| 2013 | Gregory Go Boom                    | Gregory                                   | Curta-metragem |
| 2013 | This Is the End                    | Ele mesmo                                 |                |
| 2013 | Failure                            |                                           | Curta-metragem |
| 2013 | Bitch                              | Ele mesmo                                 | Curta-metragem |
| 2014 | Hits                               | Bennie                                    |                |
| 2015 | Entertainment                      | Tommy                                     |                |
| 2015 | A Very Murray Christmas            | Jackie                                    |                |
| 2016 | Sausage Party                      | Barry (voz)                               |                |
| 2016 | Human People                       |                                           |                |
| 2017 | The Lego Batman Movie              | Robin (voz)                               |                |
| 2017 | Person to Person                   | Phil                                      |                |
| 2017 | Lemon                              | Alex                                      |                |
| 2017 | How to Be a Latin Lover            | Remy                                      |                |
| 2017 | Molly's Game                       | Player X                                  |                |
| 2018 | Tyrel                              | Alan                                      |                |
| 2018 | Spivak                             | Robby LeBeau                              |                |
| 2018 | Gloria Bell                        | Peter                                     |                |
| 2022 | O Lendário Cão Guerreiro           | Hank (voz)                                |                |
| 2023 | Barbie                             | Allan                                     |                |

### Televisão
| Ano                     | Título                                | Papel                | Nota                                |
| ----------------------- | ------------------------------------- | -------------------- | ----------------------------------- |
| 1999                    | I Was a Sixth Grade Alien             | Larrabe Hicks        | 44 episódios                        |
| 1999                    | Twice in a Lifetime                   | Skatista #2          | 1 episódio                          |
| 2000                    | La Femme Nikita                       | Jerome               | 1 episódio                          |
| 2000                    | Real Kids, Real Adventures            | Michael Adkins       | 1 episódio                          |
| 2001                    | Braceface                             | Josh Spitz           | 12 episódios                        |
| 2001                    | Doc                                   | Max                  | 2 episódios                         |
| 2002                    | The Grubbs                            | Mitch Grubb          | Episódio desconhecido               |
| 2003                    | The Berenstain Bears                  | Irmão                | 2 episódios                         |
| 2003                    | Rolie Polie Olie                      | Gizmo (pequeno)      | 4 episódios                         |
| 2003 - 2006/2013 - 2019 | Arrested Development                  | George-Michael Bluth | 53 episódios                        |
| 2006                    | Veronica Mars                         | Dean                 | 1 episódio                          |
| 2006                    | Tom Goes to the Mayor                 | Scrotch              | 1 episódio                          |
| 2007                    | Tim and Eric Awesome Show, Great Job! | Jaime Stevens        | 1 episódio                          |
| 2007                    | Derek and Simon: The Show             | The Bouncer          | 1 episódio                          |
| 2008                    | Childrens' Hosspital                  | Sal Viscuso          | 10 episódios                        |
| 2012                    | Os Simpsons                           | Nick (voz)           | Episódio: "The Daughter Also Rises  |
| 2015                    | Wet Hot American Summer               | Jim Stansel          | 3 episódios                         |
| 2019                    | Weird City                            | Tawny                | Temporada 1, Episódio 2: "A Family" |